# Cleora dactylata
Cleora dactylata är en fjärilsart som beskrevs av Fletcher 1967. Cleora dactylata ingår i släktet Cleora och familjen mätare. Inga underarter finns listade i Catalogue of Life.